# Хогот
Хогот (бур. Һогоото) — село в Баяндаевском районе Иркутской области России. Административный центр Хоготского муниципального образования.

## Этимология
Существуют несколько версий происхождения названия села. Согласно первой, оно происходит от бурятского hогоото, hогоон — «место, где водятся маралы» (по другим данным — «место, где водятся лоси»). По другой версии, данный топоним происходит от бурятского названия болотной травы hогообори (иногда встречается форма хогон). Некоторые также переводят это название как «вешки», «верстовые столбы».

## География
Село находится на расстоянии примерно 32 км к северо-востоку от села Баяндай, административного центра района.

## Население
| 2002 | 2010 | 2011 | 2012 |
| ---- | ---- | ---- | ---- |
| 1063 | ↘861 | ↘857 | ↘848 |

### Половой состав
По данным Всероссийской переписи, в 2010 году в селе проживал 861 человек (417 мужчин и 444 женщины).

## Улицы
| - ул. Борсоева, - ул. Гагарина, - ул. Молодёжная, - ул. Набережная, | - ул. Новостройка, - ул. Полевая, - ул. Трактовая, - ул. Школьная. |